# Hans Illiger
Karl Otto Johannes „Hans“ Illiger (* 13. Februar 1877 in der Försterei Haferbeck, Kreis Preußisch Eylau; † 5. Dezember 1945 in Weimar) war ein deutscher Theaterschauspieler.

## Leben
Illiger wurde von Elimar Striebeck für die Bühnenlaufbahn vorbereitet, die er 1893 in Danzig betrat. Er wirkte daselbst zwei Jahre, kam 1895 nach Krefeld, 1896 nach Barmen, 1897 nach Zürich, 1900 ans Stadttheater Bremen und wurde 1902 nach erfolgreich absolviertem Gastspiel für das großherzogliche Hoftheater in Karlsruhe verpflichtet. 1908 spielte er in Hamburg und von 1911 bis 1933 in Weimar. Todesort und -zeitpunkt sind unbekannt.